# Voděrady (Chyšky)
Voděrady jsou malá vesnice, část obce Chyšky v okrese Písek v Jihočeském kraji. Nachází se asi 1,5 kilometru severozápadně od Chyšek. Voděrady leží v katastrálním území Mezný o výměře 3,35 km².

## Historie
První písemná zmínka o vesnici pochází z roku 1318.

## Obyvatelstvo
| Rok            | 1869 | 1880 | 1890 | 1900 | 1910 | 1921 | 1930 | 1950 | 1961 | 1970 | 1980 | 1991 | 2001 | 2011 | 2021 |
| -------------- | ---- | ---- | ---- | ---- | ---- | ---- | ---- | ---- | ---- | ---- | ---- | ---- | ---- | ---- | ---- |
| Počet obyvatel | 44   | 45   | 41   | 34   | 36   | 31   | 24   | 28   | 22   | 16   | 11   | 10   | 6    | 3    | 1    |
| Počet domů     | 7    | 6    | 6    | 6    | 6    | 6    | 6    | 6    | 6    | 5    | 5    | 6    | 7    | 7    | 4    |

## Obecní správa
Při sčítání lidu v letech 1850–1959 Voděrady byly osadou obce Nosetín, se kterým patřily nejprve do okresu Sedlčany, ale v roce 1950 v okrese Milevsko. Od roku 1960 jsou částí obce Chyšky v okrese Písek.

## Pamětihodnosti
- Kamenný kříž zdobený motivem kalicha u příjezdové komunikace do vesnice.

## Galerie

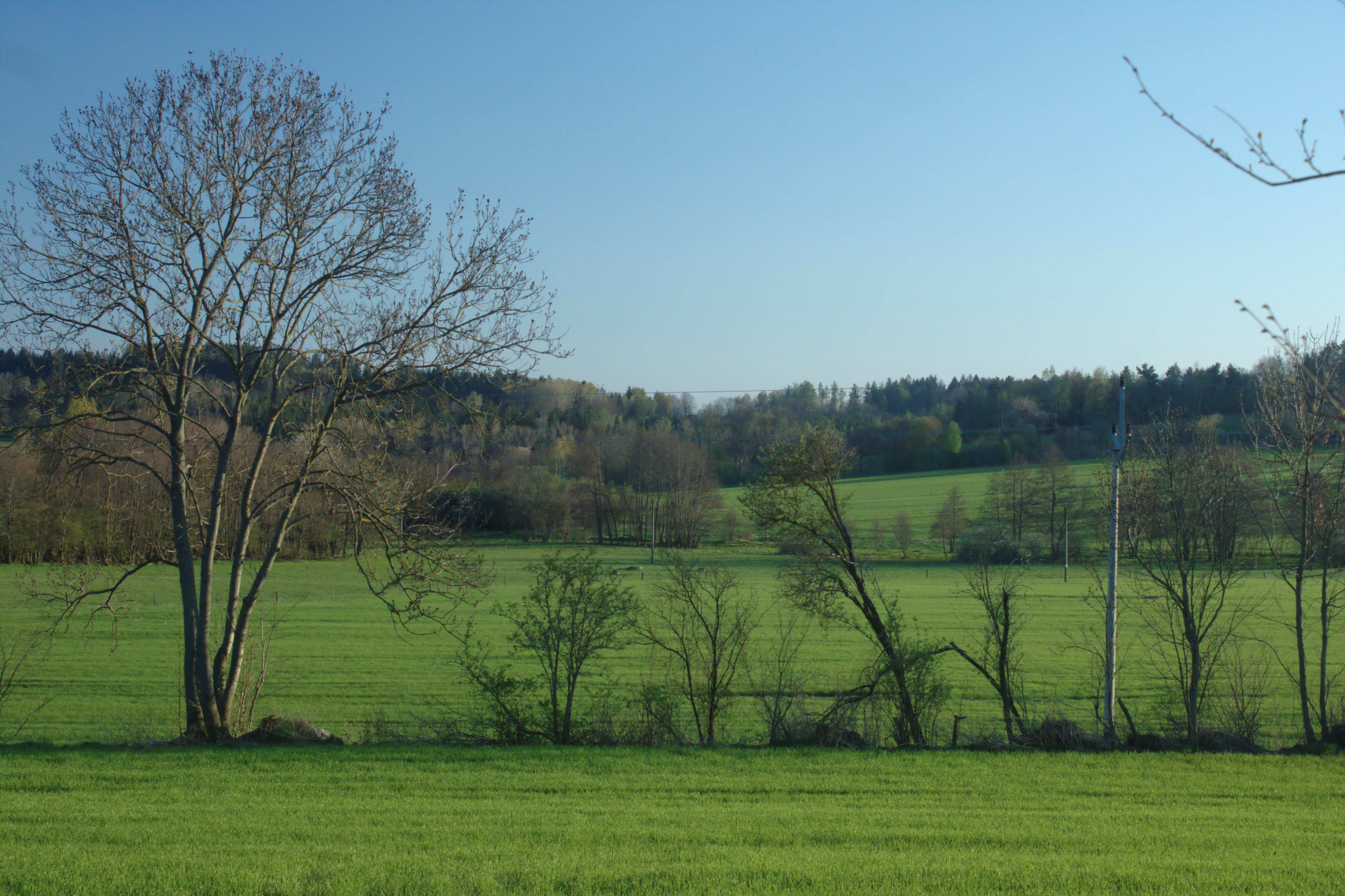
Okolní krajina
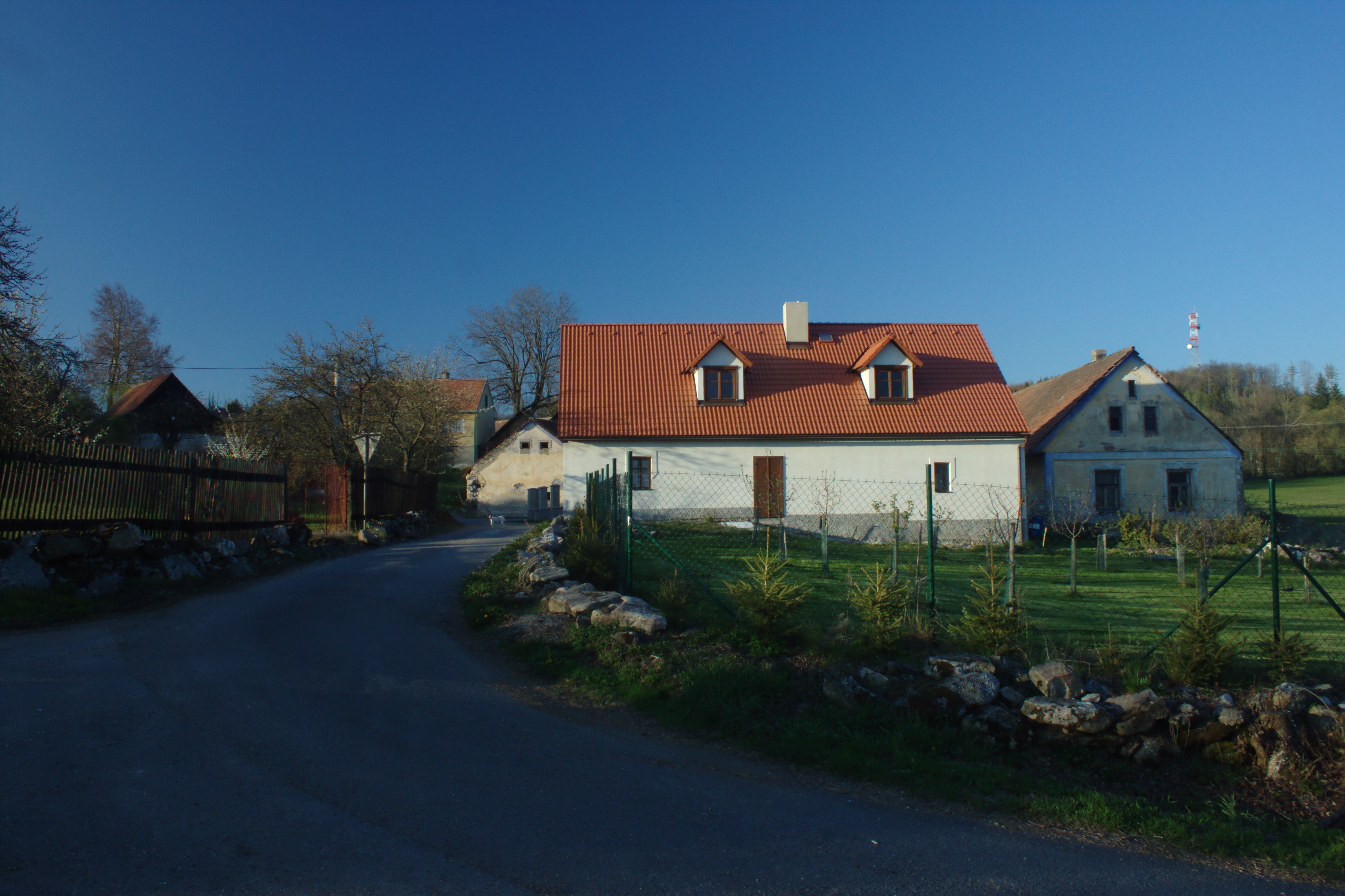
Domy
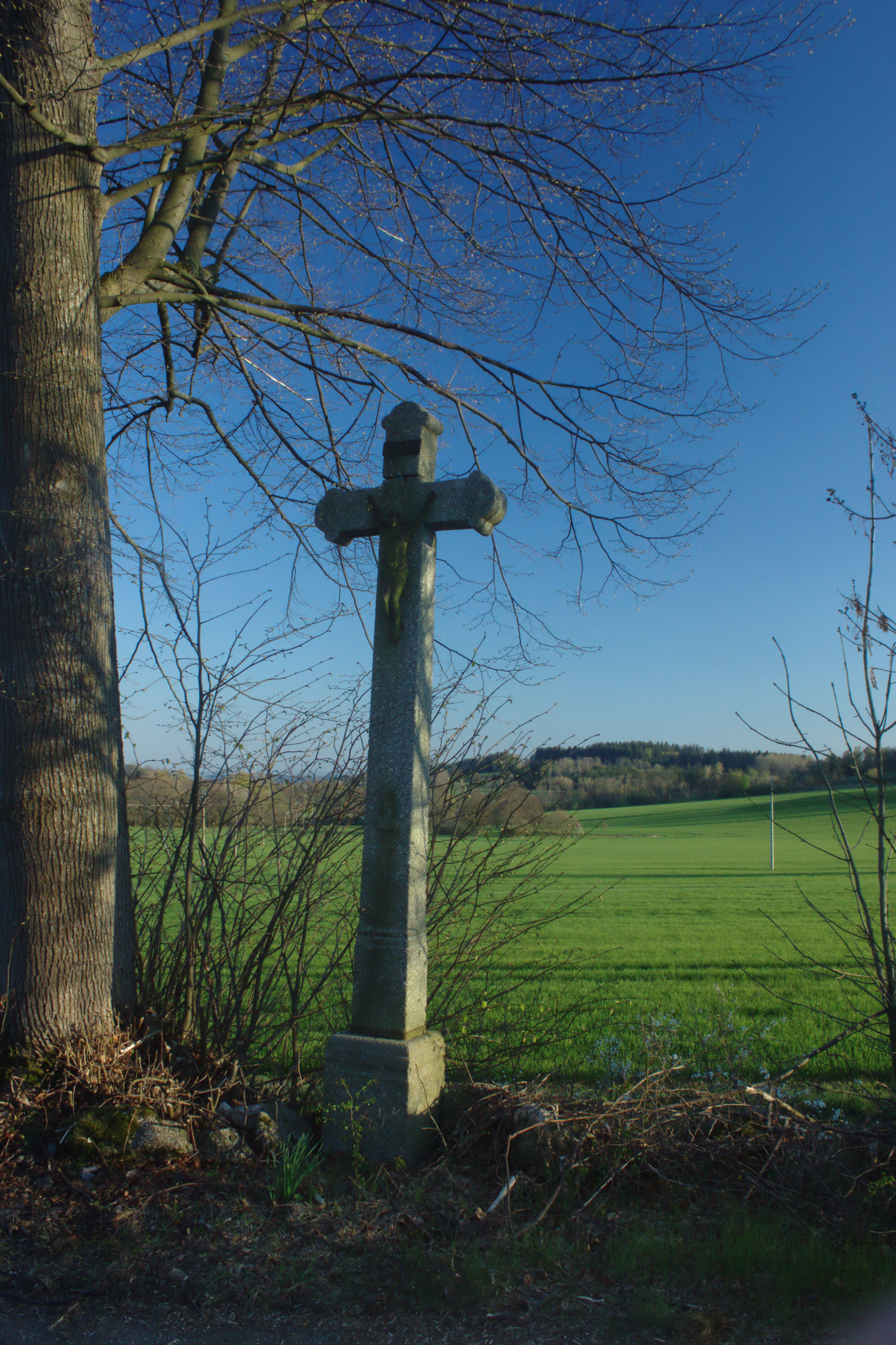
Kříž u cesty